# Two Point Campus
Two Point Campus es un juego de simulación empresarial desarrollado por Two Point Studios y publicado por Sega. Es un sucesor de Two Point Hospital (2018) y asigna al jugador la tarea de construir y administrar un campus universitario. El juego se lanzó para Linux, macOS, Nintendo Switch, PlayStation 4, PlayStation 5, Windows, Xbox One y Xbox Series X/S el 9 de agosto de 2022. El 6 de diciembre de 2022 se lanzó una expansión titulada "Space Academy". El juego recibió críticas positivas tras su lanzamiento.

## Jugabilidad
En Two Point Campus, el jugador debe construir y gestionar un campus universitario. El jugador debe construir diversas salas educativas como aulas, salas de conferencias y bibliotecas, además de organizar diferentes eventos culturales y actividades extracurriculares. El jugador también debe nombrar personal, como profesores, asistentes de enseñanza y conserjes.
Además de mantener el funcionamiento del campus, el jugador también deberá cuidar el bienestar de los estudiantes. Si un estudiante disfruta demasiado de su vida nocturna, es posible que no asista a clases al día siguiente. Los alumnos caen en diferentes arquetipos y sus personalidades se generan procedimentalmente. A diferencia del Two Point Hospital, en el que los pacientes abandonan el hospital una vez curados, los estudiantes en el Campus permanecerán mucho más tiempo.
Cada año de juego dura unos 20 minutos. Se llevarán a cabo ceremonias de graduación y llegará un nuevo grupo de estudiantes. Estos estudiantes interactuarían entre sí y desarrollarían relaciones con otros personajes del juego. Cada estudiante también tiene sus propias necesidades específicas, y tendrán éxito, fracasarán o abandonarán la escuela dependiendo de cómo fueron guiados durante su estancia en el campus.
Al igual que Two Point Hospital , el juego se desarrolla en el condado de Two Point y algunos personajes de Hospital también regresan al Campus. Al comienzo del juego, el jugador recibe un terreno y los jugadores pueden planificar y construir libremente el campus, trazar caminos y colocar decoraciones tanto dentro como fuera del campus. El juego presenta un modo sandbox donde los jugadores pueden construir su escuela libremente. Un entorno limpio atraería a más estudiantes, lo que generaría más ingresos para el jugador. La gestión financiera sigue siendo un pilar importante del juego, ya que construir nuevos edificios y mantener la felicidad de los estudiantes costaría dinero. Al igual que en Two Point Hospital, el juego presenta un tono alegre y permite a los jugadores establecer varios cursos exóticos como la "Escuela de Caballeros", en la que los estudiantes estudian literatura antigua y aprenden a convertirse en caballeros medievales.

## Desarrollo
Two Point Campus es el sucesor de Two Point Hospital y el segundo juego desarrollado por el desarrollador británico Two Point Studios. El estudio se inspiró en Animal House, Pitch Perfect, Grease y Harry Potter. El equipo añadió un sistema de "rasgos" que permite a los estudiantes establecer relaciones. El equipo creía que al permitir a los jugadores ver cómo evolucionan los estudiantes a lo largo de los años académicos del juego, empezarían a cuidar de ellos. El sistema se añadió porque el equipo estaba influenciado por otros juegos de simulación, como la serie Los Sims. Según el director del juego, Gary Carr, "el subproducto que queremos es que cuando te despidas de tu primera inscripción, si podemos hacer que tengas una pequeña lágrima en los ojos mientras los despides hacia el gran mundo, eso es increíble".El juego presenta mecánicas de juego de construcción de ciudades de manera más extensa que en Two Point Hospital, ya que el equipo quería atender a los jugadores que están más interesados en construir de manera creativa que en administrar el campus.
Two Point Campus se anunció el 10 de junio de 2021, aunque se filtró a través de la tienda Xbox el 31 de mayo. Two Point Studios invitó a la comunidad a proporcionar comentarios para el juego a través del programa Games2Gether, que fue creado por el estudio de desarrollo de Sega Amplitude. Two Point Campus estaba originalmente programado para lanzarse para  Linux, macOS, Nintendo Switch, PlayStation 4, PlayStation 5, Windows, Xbox One y Xbox Series X/S el 17 de mayo de 2022. Two Point Studios anunció en abril de 2022 que el equipo había retrasado la fecha de lanzamiento del juego hasta el 9 de agosto de 2022.

## Recepción
El juego recibió críticas generalmente positivas tras su lanzamiento, según el agregador de reseñas Metacritic. El juego fue nominado como "Mejor juego de simulación/estrategia" en The Game Awards 2022. También fue nominado a Juego Británico en los 19º Premios de los Juegos de la Academia Británica.
Fue el segundo juego en caja más vendido en el Reino Unido en su semana de lanzamiento, detrás de Horizon: Forbidden West. En septiembre de 2022, el juego había atraído a más de 1 millón de jugadores en todas las plataformas.